# Couldn't Stand the Weather
Couldn't Stand the Weather è il secondo album di Stevie Ray Vaughan and Double Trouble, pubblicato dalla Epic Records nel maggio del 1984. Il disco fu registrato nel gennaio 1984 al Power Station di New York City, New York (Stati Uniti).

## Tracce
Lato A
1. Scuttle Buttin' – 1:49 (Stevie Ray Vaughan)
2. Couldn't Stand the Weather – 4:40 (Stevie Ray Vaughan)
3. The Thing (That) I Used to Do – 4:53 (Eddie Jones)
4. Voodoo Chile (Slight Return) – 7:58 (Jimi Hendrix)

Durata totale: 19:20
Lato B
1. Cold Shot – 3:57 (Stevie Ray Vaughan, arrangiamento: S. Kendrid)
2. Tin Pan Alley (AKA Roughest Place In Town) – 9:10 (Jimmy Reed)
3. Honey Bee – 2:40 (Stevie Ray Vaughan)
4. Stang's Swang – 2:41 (Stevie Ray Vaughan)

Durata totale: 18:28
Edizione CD del 1999, pubblicato dalla Epic/Legacy Records (494130 2)
1. Scuttle Buttin' – 1:52 (S.R. Vaughan)
2. Couldn't Stand the Weather – 4:41 (S.R. Vaughan)
3. The Thing (That) I Used to Do – 4:55 (E. Jones)
4. Voodoo Chile (Slight Return) – 7:59 (Jimi Hendrix)
5. Cold Shot – 4:01 (M. Kindred, W.C. Clark)
6. Tin Pan Alley (AKA Roughest Place In Town) – 9:12 (R. Geddins)
7. Honey Bee – 2:43 (S.R. Vaughan)
8. Stang's Swang – 2:55 (S.R. Vaughan)
9. SRV Speaks – 1:09 – Bonus Track
10. Hide Away – 4:04 (F. King, S. Thompson) – Bonus Track
11. Look at Little Sister – 2:46 (Hank Ballard) – Bonus Track
12. Give Me Back My Wig – 4:07 (T.R. Taylor) – Bonus Track
13. Come On (Part III) – 4:34 (E. King) – Bonus Track

Durata totale: 54:58
Edizione doppio CD del 2010, pubblicato dalla Epic/Legacy Records (88697559432)
CD 1
1. Scuttle Buttin' – 1:52 (S.R. Vaughan)
2. Couldn't Stand the Weather – 4:41 (S.R. Vaughan)
3. The Thing (That) I Used to Do – 4:55 (E. Jones)
4. Voodoo Chile (Slight Return) – 7:59 (Jimi Hendrix)
5. Cold Shot – 4:01 (M. Kindred, W.C. Clark)
6. Tin Pan Alley (AKA Roughest Place in Town) – 9:12 (R. Geddins)
7. Honey Bee – 2:43 (S.R. Vaughan)
8. Stang Swang – 2:50 (S.R. Vaughan)
9. Empty Arms – 3:23 (S.R. Vaughan) – Bonus Track
10. Come On (Part III) – 4:33 (E. King) – Bonus Track
11. Look at Little Sister – 2:46 (H. Ballard) – Bonus Track
12. The Sky Is Crying – 4:11 (E. James) – Bonus Track - Previously Unreleased 1984 Version
13. Hideaway – 4:03 (F. King, S. Thompson) – Bonus Track
14. Give Me Back My Wig – 4:08 (T.R. Taylor) – Bonus Track
15. Boothill – 2:23 (S. Williams) – Bonus Track - Previously Unreleased 1984 Version
16. Wham! – 2:25 (L. Mack) – Bonus Track
17. Close to You – 3:09 (W. Dixon) – Bonus Track
18. Little Wing – 6:48 (J. Hendrix) – Bonus Track
19. Stang Swang – 2:44 (S.R. Vaughan) – Bonus Track - Previously Unreleased Alternate Take

Durata totale: 78:46
CD 2
1. Testify – 4:37 (R. Isley, O. Isley, R. Isley) – Live, August 17, 1984 at the Spectrum, Montreal, Canada
2. Voodoo Child (Slight Return) – 11:53 (Jimi Hendrix) – Live, August 17, 1984 at the Spectrum, Montreal, Canada
3. The Thing (That) I Used to Do – 5:30 (E. Jones) – Live, August 17, 1984 at the Spectrum, Montreal, Canada
4. Honey Bee – 2:32 (S.R. Vaughan) – Live, August 17, 1984 at the Spectrum, Montreal, Canada
5. Couldn't Stand the Weather – 4:53 (S.R. Vaughan) – Live, August 17, 1984 at the Spectrum, Montreal, Canada
6. Cold Shot – 4:05 (M. Kindred, W.C. Clark) – Live, August 17, 1984 at the Spectrum, Montreal, Canada
7. Tin Pan Alley (AKA Roughest Place in Town) – 10:30 (R. Geddins) – Live, August 17, 1984 at the Spectrum, Montreal, Canada
8. Love Struck Baby – 3:01 (S.R. Vaughan) – Live, August 17, 1984 at the Spectrum, Montreal, Canada
9. Texas Flood – 8:21 (L. Davis, J.W. Scott) – Live, August 17, 1984 at the Spectrum, Montreal, Canada
10. Band Intros/Encores – 1:18 (S.R. Vaughan) – Live, August 17, 1984 at the Spectrum, Montreal, Canada
11. Stang's Swang – 3:07 (S.R. Vaughan) – Live, August 17, 1984 at the Spectrum, Montreal, Canada
12. Lenny – 11:07 (S.R. Vaughan) – Live, August 17, 1984 at the Spectrum, Montreal, Canada
13. Pride and Joy – 4:59 (S.R. Vaughan) – Live, August 17, 1984 at the Spectrum, Montreal, Canada

Durata totale: 75:53

## Formazione
- Stevie Ray Vaughan - chitarra, voce, produttore
- Tommy Shannon - basso, produttore
- Chris Wipper Layton - batteria, produttore

Ospiti
- Jimmie Vaughan - seconda chitarra (brani: Couldn't Stand the Weather e The Thing (That) I Used to Do)
- Fran Christina - batteria (brano: Stang's Swang)
- Stan Harrison - sassofono tenore (brano: Stang's Swang)

Note aggiuntive
- Stevie Ray Vaughan, Tommy Shannon, Chris Layton, Jim Capfer, Richard Mullen - produttori
- John Hammond - produttore esecutivo
- Richard Mullen - ingegnere del suono, produttore
- Rob Ace Eaton - assistente ingegnere del suono
- Bob Irwin - produttore riedizione su CD
- Tony Martell - produttore esecutivo riedizione su CD
- Danny Kadar - missaggio (brani CD - nr. 10, 11, 12 e 13)